# Moby-Dick (ópera)

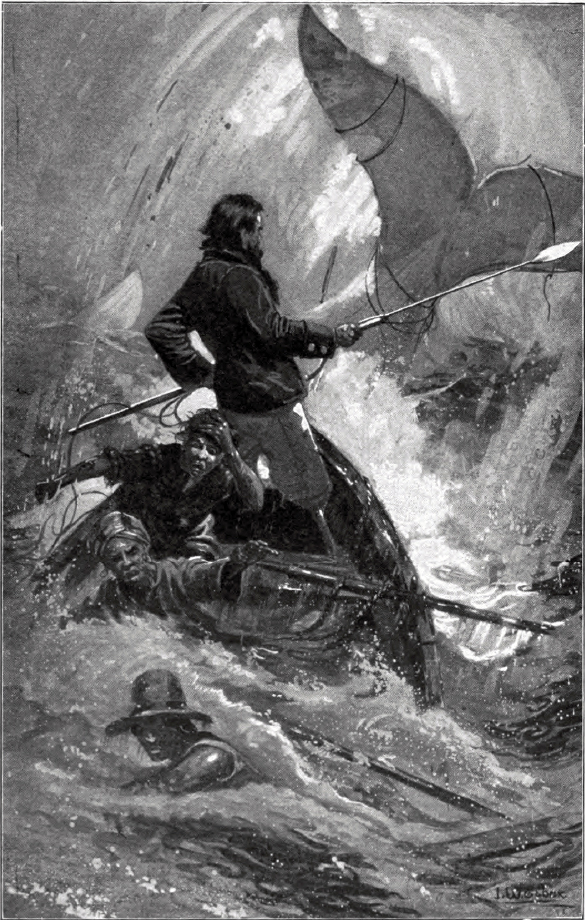
Ilustración del libro que muestra al Capitán Ahab y la ballena.

Moby-Dick es una ópera en dos actos con música de Jake Heggie y libreto en inglés de Gene Scheer, basado en la novela de Herman Melville Moby-Dick. Se estrenó en la Ópera de Dallas en Dallas, Texas el 30 de abril de 2010.

## Personajes
| Personaje        | Tesitura                     | Reparto del estreno, 30 de abril de 2010 (Director: Patrick Summers) |
| ---------------- | ---------------------------- | -------------------------------------------------------------------- |
| Captain Ahab     | tenor                        | Ben Heppner                                                          |
| Greenhorn        | tenor                        | Stephen Costello                                                     |
| Starbuck         | barítono                     | Morgan Smith                                                         |
| Queequeg         | barítono                     | Jonathan Lemalu                                                      |
| Flask            | tenor                        | Matthew O'Neill                                                      |
| Stubb            | barítono                     | Robert Orth                                                          |
| Pip              | soprano (papel con calzones) | Talise Trevigne                                                      |
| Captain Gardiner | barítono                     | Jonathan Beyer                                                       |